# Axel Schulz (Manager)
Axel Christoph Robert Schulz (* 23. Oktober 1960 als Axel Knabben in Kempen) ist ein deutscher Musikmanager, Veranstalter und Club-Betreiber. Er war von 1993 bis Juni 2025 Manager der Band Die Ärzte.

## Leben
Schulz spielte in den 1980er-Jahren Saxofon und andere Holzblasinstrumente in Bands wie Family 5 und Foyer des Arts. Nach seiner Flucht vor der Wehrpflicht nach West-Berlin freundete er sich mit Bela B und Farin Urlaub von Die Ärzte an und absolvierte zwischen 1984 und 1986 einige Gastauftritte auf der Bühne und im Studio. Zu seinen musikalischen Einflüssen zählen Frank Zappa, Led Zeppelin, Jimi Hendrix, die Rolling Stones, Neil Young, Lou Reed, Soul, Funk, Jazz-Rock und Free-Jazz.
Von 1985 bis 1988 war Schulz als Promoter beim Indie-Vertrieb EFA (Energie für Alle) tätig, bis er zusammen mit Geschäftspartnerin Irmgard Schmitz die Veranstaltungsfirma Loft Concerts übernahm, die er bis heute leitet und mit der er als erster Westdeutscher nach dem Fall der Mauer in Ost-Berlin ein Konzert veranstaltet hat: Am 21. Dezember 1989 spielten die Einstürzenden Neubauten ein Doppelkonzert im VEB Elektrokohle Lichtenberg. Im Oktober 1991 war Schulz Mit-Initiator und Veranstalter des ersten großen deutschen Ausländer- und Immigranten-Solidaritätsfestivals „Ich bin ein Ausländer“ in der Berliner Deutschlandhalle, welches von der ARD bundesweit übertragen und von einer großen, bundesweiten Anzeigen- und Plakatkampagne begleitet wurde. Anlass für dieses Festival waren die ausländerfeindlichen Ausschreitungen in u. a. Hoyerswerda, denen Schulz etwas entgegensetzen wollte. Daneben betreibt und betrieb Schulz Berliner Clubs wie das Columbia-Theater (früher Fritz Club), den Postbahnhof und die Columbiahalle.

## Manager derDie Ärzte
Im März 1993 übernahm Schulz die Moderation der Gespräche zur Wiedervereinigung der Die Ärzte. Eine Forderung der Künstler war, niemals wieder einen Manager zu haben, weshalb Axel Schulz die Rolle der „Managerin“ übernahm. Um eine fast völlige Unabhängigkeit von Industrie-Firmen zu erreichen, gründeten Die Ärzte und Schulz 1997 die Plattenfirma Hot Action Records und den PMS Musikverlag, die er bis heute leitet. 1998 veröffentlichte das Label sein erstes Album 13 und die Single Ein Schwein namens Männer, die beide zu Nummer-eins-Hits wurden. Neben Die Ärzte managte Schulz außerdem die deutschen Bands Fischmob und Madsen.
Schulz befindet sich seit Juni 2025 im Ruhestand. Die Nachfolge im Management der Die Ärzte und Farin Urlaub haben seine ehemaligen Mitarbeiter Tabea Kaplan und Chris Lippert übernommen.